# Voyages au pays des maths
Voyages au pays des maths (en allemand : Mathewelten, littéralement « Mondes mathématiques ») est une mini-série documentaire française d'animation créée par Denis Van Waerebeke en 2021.
Cette web-série de vulgarisation scientifique est diffusée sur le site web de la chaîne de télévision de service public franco-allemande Arte, arte.tv, et sur sa chaîne YouTube.

## Concept
Chaque épisode vulgarise une idée mathématique, en une dizaine de minutes, en se basant sur la métaphore d'un « pays des mathématiques » qu'on visite à la façon de touristes, sans tout comprendre, mais en admirant le paysage. La série a pour ambition de mettre en valeur les dimensions poétique et philosophique des mathématiques, de mettre l'accent sur les paradoxes, sur les aspects non-intuitifs du réel que les mathématiques permettent d’appréhender.
Guidé par la voix de Denis van Waerebeke, réalisateur de la série, le spectateur est invité, en partant de ses connaissances de collège ou de lycée, à découvrir un concept mathématique qui joue un rôle dans notre quotidien ou bien dans le fonctionnement de l'univers. Il est progressivement conduit jusqu’à la pointe de la recherche contemporaine.
Très pédagogique, la série se distingue également par la qualité de ses animations, en traits blancs ou orange sur fond noir. L'animation permet de rendre concret des objets et des concepts mathématiques bien souvent abstraits et contribue de la sorte à rendre la série accessible au plus grand nombre.
La série permet d’explorer de manière ludique des théories qui ont marqué l'histoire des mathématiques. Elle donne également un aperçu de la diversité des domaines couverts par les mathématiques en abordant aussi bien la géométrie (avec un épisode portant sur les pavages du plan) et les probabilités (problème de Monty Hall) que l'analyse (hypothèse de Riemann) ou encore la logique (théorème de Gödel).

## Historique
La première saison, qui comporte dix épisodes, est mise en ligne à l'automne 2021. Une deuxième saison voit le jour au printemps 2023.
Plusieurs mathématiciens, reconnus pour leurs travail de vulgarisation, ont contribué à l'écriture des épisodes, comme Étienne Ghys, chroniqueur au Monde, Olga Paris-Romaskevich ou encore Jérôme Cottanceau.
La série est soutenue par la Société mathématique de France.

## Liste des épisodes

### Saison 1 (2021)
1. La loi de Benford
2. Flâneries infinitésimales
3. La conjecture de Poincaré
4. Sur la route de l’infini
5. Le théorème de Gödel
6. Le dilemme du prisonnier
7. Sur les traces du jeu de la vie
8. Les nombres irrationnels
9. Pique-nique sur le plan complexe
10. Cap sur l'hypothèse de Riemann

### Saison 2 (2023)
1. Le problème de Monty Hall ou Les probabilités changent de porte
2. Le paradoxe de Simpson ou Les statistiques vues de biais
3. Les géométries non-euclidiennes ou Comment recréer le monde
4. Les pavages du plan ou Les mathématiques du carrelage
5. La théorie des graphes ou Comment éviter la grosse tête
6. Alicia Boole au pays des polytopes
7. La conjecture de Kepler ou Comment ranger ses boulets
8. La théorie du chaos ou De l'ordre dans le désordre
9. La toupie de Kovalevskaïa ou La meilleure façon de tourner
10. L'Entscheidungsproblem ou La fin des mathématiques ?

## Fiche technique
- Écriture et réalisation : Denis van Waerebeke[4],[5],[6]
- Production : Valérianne Boué
- Société de production :  Arte GEIE / Les Films d'ici / Les Films du poisson rouge / LeBlob.fr[7]
- Montage : Denis van Waerebeke, Cédric Piktoroff
- Montage son et mixage : Amélie Canini
- Direction artistique : Damien Pelletier
- Musique : Étienne Charry
- Animation : Jimmy Audoin, Viviane Boyer-Araujo, Marine Loscos

## Accueil
Télérama salue l'ingéniosité de la série à expliquer avec simplicité des notions mathématiques complexes en alliant humour et rigueur. Radio France internationale loue également la portée pédagogique des épisodes qui peuvent être compris par des personnes n'ayant pas forcément de connaissances approfondies en mathématiques. Le Monde vante entre autres choses l'esthétique des épisodes intéressants. De leur côté, la Fondation Blaise Pascal ainsi que la Fondation mathématique Jacques-Hadamard accueillent avec enthousiasme cette série,.
En novembre 2023, la série cumule plus de 14 millions de vues en France et en Allemagne.

## Autour de la série
Javier Fresán, chercheur au Centre de mathématiques Laurent Schwartz, a participé à l’écriture de l'épisode Les nombres irrationnels. Olga Paris-Romaskevich, chercheuse en mathématiques à l'Institut des mathématiques de Marseille, est co-scénariste des épisodes Alicia Boole au pays des polytopes et La toupie de Kovalevskaïa.